# Станалиева, Гулзада Мыктыбековна
Гульзада Мыктыбековна Станалиева (род. 27 марта 1974) — киргизский филолог и литератор, кандидат филологических наук.

## Биография
Станалиева родилась 27 марта 1974 года в Токтогульском районе Джалал-Абадской области.
В 1996 году окончила факультет журналистики Киргизского национального университета.
В 1999 году поступила в аспирантуру в Центр манасоведения и художественного искусства, где в 2008 году успешно защитила кандидатскую диссертацию на тему: «Отражение в киргизской литературе национально-освободительного движения 1916 года».

## Творчество
Станалиева Г. М. является автором монографии «1916-жыл кыргыз адабиятында» («1916 год в киргизской литературе») (2016), а также книг «Тарых жана адам тагдыры» («История и судьба человека») (2011), «Тарыхты көркөм аңдоо маселеси» («Проблема художественного восприятия истории» (2011) и «Тарых чындыгын чагылдырган чыгарма» («Произведение, отражающее историческую правду») (2011).
Научные статьи Станалиевой Г. М., написанные на турецком языке о киргизской литературе были опубликованы в Турции в книгах «Türk Dünyası Edebıyatı» (2021) и «Bozkırın Uyanışı CENGİZ AYTMATOV» (2019).
С 2009 года Станалиева работает в отделении журналистики факультета коммуникации Киргизско-турецкого университета «Манас». Член научной редакционной коллегии Международного научно-исследовательского конгресса Турции (UBAK) по общественным и педагогическим наукам (2020).
Также является членом Ассоциации коммуникаторов Кыргызстана (2016), членом Всемирной ассоциации коммуникаторов (WCA) (2017) и членом Союза писателей Кыргызстана (2018).

## Личная жизнь
Семейная, мать двух дочерей и сына.